# Liste der Mitglieder des Gesetzgebenden Körpers der Freien Stadt Frankfurt 1818
Diese Liste enthält die Mitglieder des Gesetzgebenden Körpers der Freien Stadt Frankfurt im Jahr 1818.

## Vorbemerkung
Mit der Konstitutionsergänzungsakte, der Verfassung der Freien Stadt Frankfurt von 1816, wurde der Gesetzgebende Körper eingerichtet. Gemäß Art. 9 bestand er aus 85 Mitgliedern, darunter
- 20 Mitgliedern, die vom Senat der Freien Stadt Frankfurt aus seiner Mitte gewählt wurden (gekennzeichnet als „Schöff“ = 1. Bank des Senats oder „Senator“ = 2. Bank des Senats oder „Rathsverwandte“ = 3. Bank des Senats)
- 20 Mitgliedern, die von der Ständigen Bürgerrepräsentation aus ihrer Mitte gewählt wurden (gekennzeichnet als „SBR“)
- 45 Mitgliedern, die in indirekter Wahl von den Bürgern bestimmt wurden (gekennzeichnet als „Gewählt“)
- 11 Mitgliedern, die von den Landgemeinden bestimmt wurden, aber nur bei Angelegenheiten Stimmrecht hatten, die die Landgemeinden betraf (gekennzeichnet als „Dorf“)

## Präsidium
- Präsident: Stadtschultheiß Maximilian von Günderode (Schöff)
- Vizepräsident: Geheimrat Friedrich von Wiesenhütten (gewählt)
- Vizepräsident: Samuel Gottlieb Finger (SBR)

Sekretariat:
- Carl Friedrich Starck (gewählt)
- Ignatz Maria Goll (SBR)
- Johann Isaak von Gerning (gewählt)
- Johann Friedrich Metzler (gewählt)

## Mitglieder
| Name                                  | Woher           | Stand                     |
| ------------------------------------- | --------------- | ------------------------- |
| Bernhard Andreä-Claus                 | Gewählt         | Handelsmann               |
| Balthasar Armbrüster                  | Gewählt         | Fischermeister            |
| Georg August Bachmann                 | Schöff          |                           |
| J. Gottlieb Bachmann                  | Gewählt         | Kürschnermeister          |
| Remigius Bansa                        | SBR             | Handelsmann               |
| Samuel de Bary-Jordis                 | SBR             | Bankier                   |
| Johann Heinrich Benckard              | gewählt         | Häfnermeister             |
| Anton Bernoully                       | SBR             | Goldarbeiter              |
| Eberhard Ludwig Bloß                  | Rathsverwandter |                           |
| Friedrich Carl von Bock und Hermsdorf | SBR             |                           |
| J. Adolph Böcking                     | SBR             | Handelsmann               |
| Johann Jacob Bonn                     | gewählt         | Handelsmann               |
| Abraham Brack                         | gewählt         | Dr. jur.                  |
| Johnn Christian Braun                 | gewählt         | Sprenglermeister          |
| Georg Brentano                        | gewählt         | Handelsmann               |
| Lorenz Brunner                        | gewählt         |                           |
| Jacob Casimir Buch                    | SBR             | Dr. med.                  |
| Johann Büchner                        | Schöff          | Dr. jur.                  |
| Johann Friedrich Busch                | gewählt         | Bendermeister             |
| Johann Georg Claus                    | gewählt         | Dr. jur.                  |
| Philipp Carl Diehl                    | Schöff          | Dr. jur.                  |
| Johann Gottlieb Dietz                 | gewählt         | Dr. jur.                  |
| Johann Christian Dillenburger         | gewählt         | Bierbrauermeister         |
| Friedrich Wilhelm von Ellrodt         | SBR             | Obrist                    |
| Johann Carl von Fichard               | gewählt         |                           |
| Jacob Ficus                           | gewählt         | Handelsmann               |
| J.G. Fischer                          | gewählt         | Hauptmann, Metzgermeister |
| Jacob Friedrich Goulett               | SBR             | Handelsmann               |
| Joachim Andreas Grunelius             | SBR             | Bankier                   |
| Georg Friedrich von Guaita            | Schöff          |                           |
| Carl Wilhelm von Günderrode           | Schöff          |                           |
| Christoph Jacob Haag                  | Ratsverwandter  |                           |
| Johann Christian Hermann              | SBR             | Handelsmann               |
| Johann Heinrich Hoffmann              | gewählt         | Kaffeewirt                |
| Georg von Holzhausen                  | gewählt         | Freiherr                  |
| Andreas Horrmann                      | gewählt         | Schreinermeister          |
| Adolph Carl von Humbracht             | Schöff          |                           |
| Louis Daniel Jassoy                   | gewählt         | Dr. jur.                  |
| Ernst Christian Jost                  | gewählt         | Schneidermeister          |
| Johannes Kappes                       | gewählt         | Dr. jur.                  |
| Wilhelm Kayser                        | gewählt         | Maurermeister             |
| Johann Kesselmeyer                    | gewählt         | Handelsmann               |
| Josef Pero Alexius Klehe              | SBR             | Handelsmann               |
| Benjamin Krebs                        | SBR             | Handelsmann               |
| Johann Ludwig Lemmé                   | gewählt         | Handelsmann               |
| Johann Jacob Löhr                     | gewählt         | Handelsmann               |
| Johann David Mack-Wiegel              | gewählt         | Handelsmann               |
| Gottfried Mappes                      | SBR             | Tuchbereitermeister       |
| Georg Philipp Marstaller              | gewählt         | Bendermeister             |
| J.F.A. Menzer                         | gewählt         | Schuhmachermeister        |
| Johann Friedrich Metzler-Heyden       | gewählt         | Bankier                   |
| Johann Friedrich von Meyer            | Senator         |                           |
| Martin Meyer                          | SBR             | Handelsmann, Obrist       |
| Ferdinand von Mühlen                  | gewählt         | Freiherr, Obrist-Leutnant |
| Theodor Mülhens                       | SBR             | Bankier                   |
| Peter Clemens Müller                  | Schöff          |                           |
| Johann Friedrich Müller               | Rathsverwandter |                           |
| Jacob de Neufville-Passavant          | SBR             |                           |
| Heinrich Gottlieb Petsch-Goll         | gewählt         | Handelsmann               |
| Johann Andreas Benjamin Reges         | gewählt         | Maler, Major              |
| Max von Riese                         | gewählt         | Freiherr                  |
| Johann Georg Rößing                   | Senator         | Dr.                       |
| Johann Georg Sarasin                  | Senator         |                           |
| Gottfried Scharff                     | Senator         |                           |
| Georg Schepeler                       | gewählt         | Handelsmann               |
| Johann Simon Schiele                  | SBR             | Handelsmann               |
| Johann Friedrich Carl von Schiller    | gewählt         | Obrist                    |
| Johannes Schmidt                      | Senator         |                           |
| Jacob Schmidt                         | gewählt         | Metzgermeister            |
| Balthasar Schüttenhelm                | SBR             | Handelsmann               |
| Ferdinand Maximilian Starck           | Senator         |                           |
| Johann Gerhard Christian Thomas       | Senator         |                           |
| Johann Conrad Varrentrapp             | gewählt         | Dr. med.                  |
| Nicolaus Vogt                         | Senator         |                           |
| Johann Jakob Willemer                 | gewählt         | Geheimrat                 |
| Gottlob Friedrich Winter              | gewählt         | Handelsmann               |
| Kaspar Johann Wüstefeld               | Senator         | Dr.                       |